# Леннинген
Леннинген (нем. Lenningen) — община в Германии, в земле Баден-Вюртемберг. 
Подчиняется административному округу Штутгарт. Входит в состав района Эслинген.  Население составляет 8177 человек (на 31 декабря 2010 года). Занимает площадь 41,44 км².

## География
Леннинген находится на краю Швабского Альба на высоте от 397 до 827  м над уровнем моря. В муниципальном районе Гутенбергер